# Râul Drăghinici
Drăghinici este un râu din Republica Moldova, afluent de stânga al Răutului. Lunca râului se caracterizeze printr-un impact major al factorului antropic, fiind construite 8 baraje pentru formarea iazurilor.
În defileul râului Drăghinici (inclusiv văile râurilor Răut și Ivancea) a fost organizată rezervația peisagistică „Trebujeni”. Denumirea râulețului provine de la numele moșierului Drăghinici care deținea mai multe așezării prin zonă. Pe cursul râului au fost întemeiate satele Pohrebeni, Șircani, Bineva, Chiperniceni, Bulăești, Bereza și Poroseacica (dispărut).

## Afluenți
Valea Teiului, Valea Cânepii, Salcia, Vorotețul, Valea Plopului.